# Lijst van wapenspreuken en lijfspreuken
Dit is een lijst van wapenspreuken en lijfspreuken. Hieronder vallen ook deviezen (motto's).

## Wapenspreuk
Strikt genomen zijn leuzen en wapenspreuken in de heraldiek verschillende zaken, maar de termen worden vaak door elkaar gebruikt. Een leus staat boven het wapen of op de rand van de wapentent; de wapenspreuk of het motto staat op een bandelier of lint onder het wapen. Onder sommige wapenschilden is een strook aangebracht waarop een motto, devies of wapenspreuk (wapenkreet, vroeger ghecri genoemd) staat geschreven. Zo staat onder het Nederlandse wapen de tekst: Je maintiendrai (ik zal handhaven, ik zal standhouden).

### Staten
| Wapenspreuk                                         | Vertaling                                                    | Plaats                                    |
| --------------------------------------------------- | ------------------------------------------------------------ | ----------------------------------------- |
| L'union fait la force                               | Eendracht maakt macht                                        | België                                    |
| A mari usque ad mare                                | Van zee naar zee                                             | Canada                                    |
| Einigkeit und Recht und Freiheit                    | Eenheid en gerechtigheid en vrijheid                         | Duitsland                                 |
| Liberté, égalité, fraternité                        | Vrijheid, gelijkheid, broederschap                           | Frankrijk                                 |
| Eleftheria i thanatos                               | Vrijheid of de dood                                          | Griekenland                               |
| Deo Juvante                                         | Met Gods hulp                                                | Monaco                                    |
| Je maintiendrai                                     | Ik zal handhaven                                             | Nederland                                 |
| Plus ultra                                          | Steeds verder                                                | Spanje                                    |
| Pravda vítězí                                       | De waarheid zal overwinnen                                   | Tsjechië                                  |
| Dieu et mon droit                                   | God en mijn recht                                            | Verenigd Koninkrijk                       |
| E pluribus unum                                     | Uit velen één                                                | Verenigde Staten                          |
| Concordia res parvae crescunt                       | Door eendracht groeien kleine dingen                         | Republiek der Zeven Verenigde Nederlanden |
| Austriae est imperare Orbi Universo afgekort: AEIOU | Het is aan Oostenrijk te heersen over de ganse wereld        | Heilige Roomse Rijk                       |
| Fortitudo Eius Rhodum tenuit                        | Door zijn dapperheid wist hij Rhodos te behouden             | Koninkrijk Italië (1861-1946)             |
| Bella gerant alii, tu felix Austria nube!           | Laat anderen oorlog voeren, jij, gelukkig Oostenrijk, trouwt | Heilige Roomse Rijk                       |
| Nihil sine Deo                                      | Niets zonder God                                             | Koninkrijk Roemenië (1881-1947)           |
| Eendragt maakt magt                                 | Eendracht maakt macht                                        | Zuid-Afrikaansche Republiek               |

### Deelstaten, regio's en provincies
| Wapenspreuk                                | Vertaling                                                                   | Plaats          |
| ------------------------------------------ | --------------------------------------------------------------------------- | --------------- |
| Fortis et liber                            | Sterk en vrij                                                               | Alberta         |
| Vis unita fortior                          | Vereende kracht is sterker                                                  | Groningen       |
| Post Tenebras Lux                          | Licht na de duisternis                                                      | Genève          |
| Ense Petit Placidam, Sub Libertate Quietem | Met behulp van het zwaard zoeken we vrede, maar vrede alleen onder vrijheid | Massachusetts   |
| Qua patet orbis                            | Zo wijd de wereld strekt                                                    | Nassau          |
| Excelsior                                  | Altijd omhoog                                                               | New York        |
| Orta Recens Quam Pura Nites                | Zopas opgegaan, nu al helder stralend                                       | New South Wales |
| In My Defens God Me Defend                 | In mijn verdediging verdedige God mij                                       | Schotland       |
| Cymru am byth                              | Wales voor altijd                                                           | Wales           |
| Luctor et emergo                           | Ik worstel en kom boven (strijd maakt sterker)                              | Zeeland         |
| Vigilate Deo confidentes                   | Waakt, vertrouwende op God                                                  | Zuid-Holland    |

### Steden
| Wapenspreuk                           | Vertaling                                           | Plaats                                            |
| ------------------------------------- | --------------------------------------------------- | ------------------------------------------------- |
| Alcmaria Victrix                      | Alkmaar is de overwinnaar                           | Alkmaar                                           |
| Heldhaftig - Vastberaden - Barmhartig | Zich met deze eigenschappen verzetten tegen onrecht | Amsterdam                                         |
| Vis temperata fortior                 | Beheerste kracht is sterker                         | Baarn (van 1867 tot 1969)                         |
| Mille periculis supersum              | Duizend gevaren kom ik te boven                     | Bergen op Zoom                                    |
| Libertatis primitiæ                   | Eerstelingen der vrijheid                           | Den Briel                                         |
| Een Draght Maeckt Maght               | Eendracht maakt macht, samen ben je sterk(er)       | Brooklyn                                          |
| SPQB (Senatus populusque Brugensis)   | Senaat en volk van Brugge                           | Brugge                                            |
| Multis periculis supersum             | Ondanks vele gevaren besta ik                       | Coevorden                                         |
| Vrede en Recht                        |                                                     | Den Haag                                          |
| Libertas                              | Vrijheid                                            | Dubrovnik en Republiek Ragusa                     |
| Nisi Dominus Frustra                  | Zonder de Heer is alles vergeefs                    | Edinburgh                                         |
| Ex undis                              | Uit de golven (ontstaan)                            | Eemsmond (voorheen Hefshuizen en Uithuizermeeden) |
| Fides et amor                         | Hou en (ge)trouw, geloof en liefde                  | Gent                                              |
| Fortes creantur fortibus              | Sterken brengen sterken voort                       | Gorinchem                                         |
| Per aspera ad astra                   | Door moeilijkheden naar de sterren                  | Gouda                                             |
| Vicit vim virtus                      | Dapperheid heeft geweld overwonnen                  | Haarlem                                           |
| Haec libertatis ergo                  | Dit omwille van de vrijheid                         | Leiden                                            |
| SPQH (Senatus populusque Hasselensis) | Het Bestuur en het Volk van Hasselt                 | Hasselt                                           |
| Loven boven, altijd God loven         | Te allen tijde is God eren het belangrijkste        | Leuven                                            |
| Domine dirige nos                     | Heer, leid ons                                      | Londen                                            |
| In trouwen vast (in fide constans)    | Sterk in en door geloof en vertrouwen               | Mechelen                                          |
| SPQO (Senatus populusque Olomouci)    | Senaat en volk van Olomouc                          | Olomouc                                           |
| Fluctuat nec mergitur                 | Het schommelt op de golven, maar gaat niet onder    | Parijs                                            |
| Praga caput rei publicae              | Praag, hoofd van de republiek                       | Praag                                             |
| Aequitas judicia tua Domine           | Heer, Uw oordeel is gerechtigheid                   | Roermond                                          |
| Sterker door strijd                   | Beproevingen overwinnen door moed en kracht         | Rotterdam                                         |
| Unitas, justitia, spes                | Eenheid, gerechtigheid, hoop                        | Vilnius                                           |
| Semper invicta                        | Altijd onoverwinnelijk                              | Warschau                                          |

### Universiteiten
| Wapenspreuk                           | Vertaling                                             | Universiteit                          |
| ------------------------------------- | ----------------------------------------------------- | ------------------------------------- |
| Hinc lucem et pocula sacra            | Vanaf deze plek komen licht en gewijde kennis tot ons | Universiteit van Cambridge            |
| Mens agitat molem                     | De geest brengt de materie in beweging                | Technische Universiteit Eindhoven     |
| Inter utrumque                        | Tussen beide                                          | Universiteit Gent                     |
| Verbum Domini lucerna pedibus nostris | Het woord des Heren is een licht voor onze voeten     | Rijksuniversiteit Groningen           |
| Veritas                               | Waarheid                                              | Harvard-universiteit                  |
| Libertatis praesidium                 | Bolwerk der vrijheid                                  | Universiteit Leiden                   |
| Sedes sapientiae                      | Zetel der wijsheid                                    | Katholieke Universiteit Leuven        |
| In Dei nomine feliciter               | Voorspoedig in Gods naam                              | Radboud Universiteit Nijmegen         |
| Dominus illuminatio mea               | De Heer is mijn licht                                 | Universiteit van Oxford               |
| Sol iustitiae illustra nos            | Zonne der gerechtigheid, verlicht ons                 | Universiteit Utrecht                  |
| Rege duce pro jure et honore          | Onder leiding van de vorst voor recht en eer          | Koninklijke Militaire School (België) |
| Scientia vincere tenebras             | Duisternis overwinnen door wetenschap                 | Université libre de Bruxelles         |
| Scientia vincere tenebras             | Duisternis overwinnen door wetenschap                 | Vrije Universiteit Brussel            |
| Lux et veritas                        | Licht en waarheid                                     | Yale-universiteit                     |

### Blazoen bij adellijke families
De meeste Belgische en Europese geslachten voeren een korte wapenspreuk, die vaak de ideologie van de familie krachtig verwoordt. Meestal in het Latijn, maar andere talen zijn ook gebruikelijk.
| Wapenspreuk                                                            | Vertaling                                                                               | Familie (Huis)                               |
| ---------------------------------------------------------------------- | --------------------------------------------------------------------------------------- | -------------------------------------------- |
| Plus d'honneur que d'honneurs                                          | Meer eer dan eerbetoon                                                                  | Huis Merode                                  |
| A jamais Croÿ                                                          | Croÿ voor altijd                                                                        | Huis de Croÿ                                 |
| In te Domine, Spero                                                    | Op U, Heer, heb ik mijn hoop gevestigd                                                  | Huis von Battenberg                          |
| Nemo impune lacesset inermem                                           | Niemand zal ongestraft de weerloze tergen                                               | Huis de Beauharnais                          |
| Spes In Deo Non Vana                                                   | Hoop, op God gevestigd, is geen ijdele hoop                                             | Huis de Béthune                              |
| Victorious à tou lou azars                                             | Elk gevaar overwinnend                                                                  | Huis de Bonneval                             |
| Pour l’avenir                                                          | Voor de toekomst                                                                        | Huis de Broglie                              |
| Si omnes ego non                                                       | Als elkeen, dan ik niet                                                                 | Huis de Clermont-Tonnere                     |
| Virtute et tempore                                                     | Vastberaden en volhardend                                                               | Huis de Cossé-Brissac                        |
| Sans peur et sans reproche                                             | Zonder vrees en zonder verwijt                                                          | Huis de Dampierre                            |
| A nido devota tonanti                                                  | Van in het nest gewijd aan donderrede                                                   | Huis de Foresta                              |
| Mon cœur comme mon houx arde                                           | Mijn hart brandt zoals mijn hulsthout                                                   | Huis d'Huart                                 |
| Sans sortir de l’ornière                                               | Vasthoudend aan de traditie                                                             | Huis de la Tremoïlle                         |
| Roi ne puis, prince ne daigne, Rohan suis                              | Koning mag ik niet zijn, prins zal ik niet worden, ik ben en blijf mezelf               | Huis de Rohan                                |
| Quo res cumque cadunt, stat semper linea recta                         | Hoe de zaken ook uitpakken, de rechte lijn blijft onveranderd                           | Huis Ligne                                   |
| Noblitas virtute nititur                                               | Adel onderscheidt zich door de kracht van haar ziel                                     | Huis d'Oultremont                            |
| In Bello fortis                                                        | Dapper in Strijd                                                                        | Huis de Beauffort                            |
| Concordia integritas industria                                         | Eendracht, onberispelijkheid, vlijt                                                     | Huis de Rothschild                           |
| Ver non semper viret                                                   | Ook de lente gaat voorbij                                                               | Huis de Rothschild                           |
| Le frois me chasse                                                     | De koude jaagt mij                                                                      | Huis de Sévigné                              |
| Re que Diou                                                            | Niets dan God alleen                                                                    | Huis de Talleyrand-Périgord                  |
| Per visibilia ad Invisibilia                                           | Via het zichtbare naar het Onzichtbare                                                  | Huis Herreweghe                              |
| Bello et jure senesco                                                  | Door oorlog en recht word ik oud                                                        | Huis d'Udekem d'Acoz                         |
| Christus protector meus                                                | Christus is mijn beschermheer                                                           | Huis d'Arenberg                              |
| Condit opes virtus                                                     | Deugd grondvest vermogen                                                                | Huis van Rijckevorsel                        |
| Conservare ac procedere                                                | Het goede bewaren en voortgaan                                                          | Huis Vanden Abeele                           |
| Deo et labore                                                          | Met God en werk                                                                         | Huis Meester de Ravenstein                   |
| Deo regi patriae                                                       | Voor God, koning en vaderland                                                           | Huis Mertens de Wilmars                      |
| Deus ante omnia                                                        | God voor alles                                                                          | Huis de Meester de Betzenbroeck              |
| De gulden middenweg                                                    | Zoek naar een tussenoplossing, vermijd conflicten                                       | Huis Vanoudenhoven                           |
| De l'être au devenir                                                   | Van zijn tot wording                                                                    | Huis Prigogine                               |
| Ex castro non ex castris                                               | Van de vesting, niet van de legerplaats                                                 | Huis de Borchgrave                           |
| Faille sans faillir                                                    | Faille zonder falen                                                                     | Huis della Faille de Waerloos                |
| Fide et virtute                                                        | Met trouw en deugd                                                                      | Huis Desclée de Maredsous                    |
| Fortis fide fretus                                                     | De sterke put kracht uit zijn geloof                                                    | Huis Delvaux de Fenffe                       |
| Houd voet bij stuk                                                     | Blijf bij je standpunt, geef niet toe                                                   | Huis van Dievoet                             |
| Humilitas                                                              | Nederigheid                                                                             | Huis Borromeo                                |
| Je marche droit                                                        | Ik ga recht                                                                             | Huis Limburg Stirum                          |
| Je surmonterai                                                         | Ik zal te boven komen                                                                   | Huis de Coppens de Houthulst                 |
| Jus et Fidelitas                                                       | Recht en trouw                                                                          | Huis Hayoit de Termicourt                    |
| Justitiae et fide                                                      | Voor recht en trouw                                                                     | Huis Anciaux Henry de Faveaux                |
| Labeur sans relâche                                                    | Het werk zonder ophouden                                                                | Huis de Hemptinne                            |
| Vulnerat et sanat                                                      | Hij kwetst, maar niet zonder te helen                                                   | Huis de Hemptinne                            |
| Laet vaeren nydt Vaernewyck                                            | Laat kwaad zijn en afgunst los                                                          | Huis de Ghellinck d'Elseghem Vaernewyck      |
| Vaar en wijk niet                                                      | Houd koers                                                                              | Huis Vaerwyck                                |
| Love and faith                                                         | Liefde en Hoop                                                                          | Huis de Snoy d'Oppuers                       |
| L'Union fait la Paix                                                   | Zonder eensgezindheid geen duurzame vrede                                               | Huis Triffin                                 |
| Maar zomeren zal't                                                     | Al zit het tegen, houd goede moed                                                       | Huis d'Opsomer                               |
| Omnia bene                                                             | Alles goed                                                                              | Huis Ruffo di Calabria                       |
| Plutôt mourir que changer Hennin                                       | Liever sterven dan Hennin veranderen                                                    | Huis de Hennin de Boussu de Walcourt         |
| Popel gsem a popel Budu                                                | Stof ben ik, stof zal ik blijven                                                        | Huis Lobkowicz                               |
| Post tenebras spero Lucem                                              | Ik zie uit naar het Licht na de duisternis                                              | Huis de Granges de Surgères                  |
| Pro aliorum vita                                                       | Voor andermans leven                                                                    | Huis de Thibault de Boesinghe                |
| Pro Deo, pro rege, amor sum                                            | Voor mijn God en voor mijn koning ken ik slechts liefde                                 | Huis de Hamoir                               |
| Proximo constans                                                       | Als een vaste waarde voor mijn naaste                                                   | Huis Beeckmans de West-Meerbeeck             |
| Atis et sapientia                                                      | Eerbied en wijsheid                                                                     | Huis Cautaerts                               |
| Quis me fortior aut fidelior                                           | Wie is mij in moed en trouw de baas                                                     | Huis de Broqueville                          |
| Recht is lant's ere                                                    | Het beschavingspeil van een land meet men af aan zijn rechtspraak                       | Huis de Lantsheere                           |
| Renovabitur et orietur viror                                           | Het jonge groen zal opnieuw opschieten                                                  | Huis Ullens de Schooten Whettnall            |
| Rêver l'impossible                                                     | Niets voor onmogelijk houden                                                            | Huis De Landsheere                           |
| Repos ailleurs                                                         | Rust elders                                                                             | Huis de Marnix de Saint-Aldegonde            |
| Tres in uno pro rege                                                   | Drie in een voor de koning                                                              | Huis de Lichtervelde                         |
| Per aspera montis laureae quaerendae sunt                              | De weg naar succes voert door onherbergzame contreien                                   | Huis d'Aspremont Lynden                      |
| Usque ad fines                                                         | Tot het einde toe                                                                       | Huis de Gerlache de Gomery                   |
| Vaincre le mal par le bien                                             | Het kwaad overwinnen door het goede te doen                                             | Huis de Lantonnois van Rode                  |
| Vaincre ou mourir                                                      | Overwin of sterf                                                                        | Huis du Parc Locmaria                        |
| Vince te ipsum                                                         | Overwin uzelf                                                                           | Huis Cogels van Reyneghom                    |
| Vige ac Vigila                                                         | Wees sterk en waak                                                                      | Huis de Callataÿ                             |
| Virtus victrix in cruce                                                | Slechts in het teken van het kruis kan deugd de winnaar zijn                            | Huis de Selys Longchamps                     |
| Virtute decet non stemmate niti                                        | Zich niet laten voorstaan op afkomst maar op eigen verdienste                           | Huis de Crombrugghe de Schipsdaele           |
| Vivo leo cespite tutus                                                 | Ik, de Leeuw (d.i., de Republiek Holland), leef veilig dankzij de zode (d.i., de dijk). | Huis de Roest d'Alkemade Oem de Moesenbroeck |
| Voor 't Volk                                                           |                                                                                         | Huis Eyskens                                 |
| Mille verba imago dicit                                                | Een beeld zegt duizend woorden                                                          | Huis Sleen                                   |
| Ad musicam aeternam                                                    | Naar de eeuwige muziek                                                                  | Huis Boeykens                                |
| Amat victoria curam                                                    | Geen overwinning zonder inspanning                                                      | Huis Frère                                   |
| Crescit in arduis                                                      | Hij groeit, ondanks tegenslag                                                           | Huis Cardon de Lichtbuer                     |
| Veni etinam                                                            | Tot hier ben ik gekomen                                                                 | Huis Cardon                                  |
| Eenvoud siert                                                          | Uit soberheid spreekt karakter                                                          | Huis Coninx                                  |
| Ni par l'argent ni par les larmes, mais par l'honneur et par les armes | Niet met geld of met tranen, doch met eer en te wapen                                   | Huis de Haveskercke                          |
| Gode lof                                                               | Alle eer is aan God                                                                     | Huis de la Kethulle de Ryhove                |
| Het woord getrouw                                                      | Zijn woord houdend                                                                      | Huis Van Paemel                              |
| Arbeid adelt                                                           | Werken is goed voor een mens                                                            | Huis Sablon                                  |
| Den Lande en Volke getrouw                                             | Trouw aan land en volk                                                                  | Huis Lannoo                                  |
| Eigen haard is goud waard                                              | Een eigen onderkomen is zo waardevol als goud                                           | Huis Campo                                   |
| Finis in fine                                                          | Er is niet voor niets een einde aan alles                                               | Huis Verstraete                              |
| In ootmoet hoog moet                                                   | In nederigheid schuilt het gevaar om hoogmoedig te zijn                                 | Huis Vanden Berghe                           |
| Ken uzelf                                                              |                                                                                         | Huis Piot                                    |
| Kleine zaden rijke oogsten                                             | In het kleine schuilt het grote                                                         | Huis Bockstaele                              |
| Nulla dies sine nota                                                   | Geen dag zonder teken                                                                   | Huis Fontyn                                  |
| Omnes quantum potes juva                                               | Help elkeen zoveel je kan                                                               | Huis Douxchamps Segesser de Brunegg          |
| Semper Amor                                                            | Altijd liefde                                                                           | Huis Tollet                                  |
| Quaere lumen                                                           | Tracht het licht te vinden                                                              | Huis de Bandt                                |
| Van oever tot oever                                                    |                                                                                         | Huis Carson                                  |
| Vita florosa                                                           | Bloemrijk leven                                                                         | Huis Vanderhaeghen                           |
| Wees uzelf                                                             |                                                                                         | Huis Van Waeyenberge                         |
| Wit bewaar steeds uw geheim                                            |                                                                                         | Huis Raveel                                  |
| Nihil metuere                                                          | Vrees nooit                                                                             | Huis Lippens                                 |
| I Die for those I love                                                 | Ik Sterf voor hen die mij lief zijn                                                     | Huis Stacpoole                               |
| Domine ad adjuvandum me festina                                        | Heer, onthoud mij Uw hulp niet langer                                                   | Huis de Dion de Wandonne                     |
| Domine ad adjuvandum me festina                                        | Heer, onthoud mij Uw hulp niet langer                                                   | Huis de Roy                                  |

### Clerici

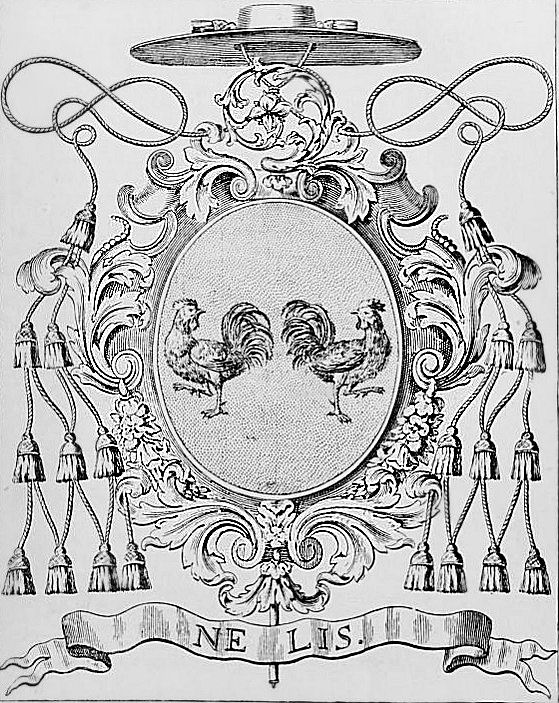
Mgr de Nelis heeft als motto Ne Lis.

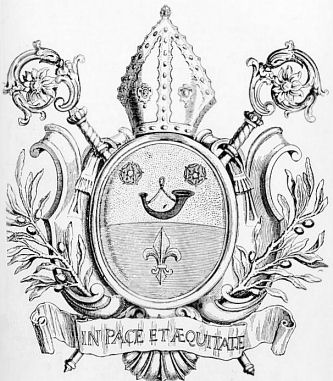
Abt Gerard Rubens van Hemiksem: in pace et equitate

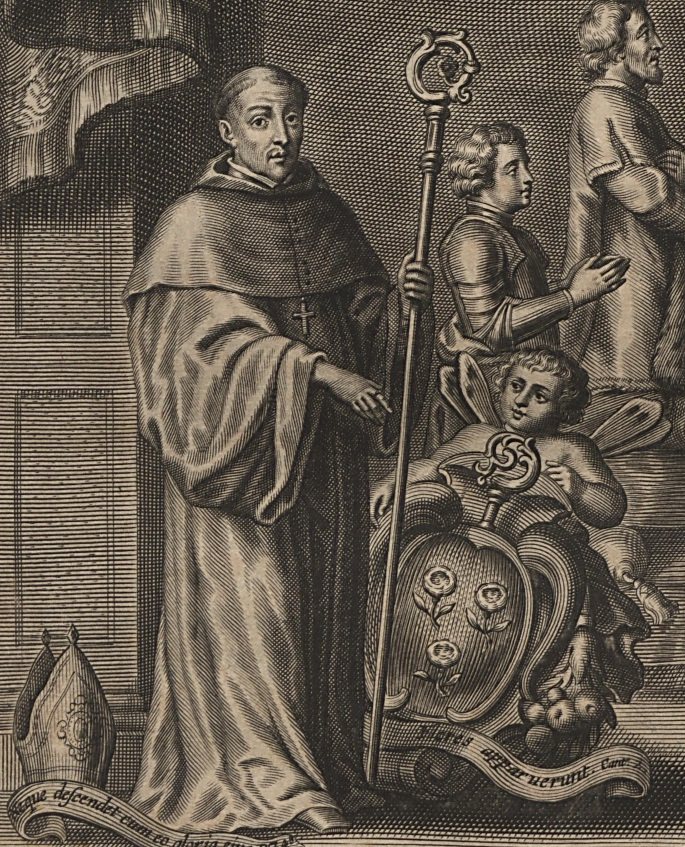
Abt Benedict Blommaert: flores apervervnt

| Wapenspreuk                       | Vertaling                                             | Prelaat                      |
| --------------------------------- | ----------------------------------------------------- | ---------------------------- |
| Caelestia cude arma               | Smeed Hemelse Wapens                                  | Jan Baptist de Smet          |
| super Astra Sophia                |                                                       | Jan-Baptist Sophie           |
| per crucem                        |                                                       | Charles Van der Cruyssen     |
| Ministerium tuum imple            |                                                       | Augustinus van Eeckhout      |
| Totus Tuus                        | Geheel de Uwe                                         | Johannes Paulus II           |
| Cooperatores veritatis            | Medewerkers in de waarheid                            | kardinaal Ratzinger          |
| Miserando atque eligendo          | Gekozen uit genade                                    | Paus Franciscus              |
| Confidens in Christo              | In vertrouwen op Christus                             | Gerard de Korte              |
| Noli recusare Laborem             | Weiger het werk niet!                                 | Wim Eijk                     |
| Veritatem in Caritate             | Waarheid in Liefde                                    | Johannes Willebrands         |
| Evangelizare divitias Christi     | Christus' rijkdommen verkondigen                      | Bernardus Alfrink            |
| Apparuit Humanitas Dei nostri     | Verschenen is de menslievendheid van onze God         | Godfried Danneels            |
| God is in allen                   | God is in elk mens waarneembaar                       | Jan De Bie                   |
| In Nomine Patris                  | In de Naam van de Vader                               | Luc Van Looy                 |
| Agnus pascet illos                | Het Lam zal hen weiden                                | Johan Bonny                  |
| Non ut iudicet, sed ut salvetur   | Niet om te oordelen, maar om te redden                | Patrick Hoogmartens          |
| Virtus in infirmitate perficitur  | Mijn kracht wordt in zwakheid volbracht               | Pierre Warin                 |
| Libertati nos liberavit           | Voor de vrijheid heeft hij ons vrijgemaakt            | Paul Van den Berghe          |
| Considerate Jesum                 | Richt uw ogen op Jezus                                | Roger Vangheluwe             |
| Sine Minerva nihil                | Niets zonder wetenschap                               | Felix Brenart                |
| Duc nos quo tendimus              | Leid ons naar het doel dat wij beogen                 | Gustavus Josephus Waffelaert |
| Patiens esto                      | Wees geduldig                                         | Eugeen Albert d'Allamont     |
| Crucier ne crucier                | Dat ik mijn kruis opneme om niet gekruisigd te worden | Karel van den Bosch          |
| Benedicam Dominum in omni tempore | Ik zal de Heer te allen tijde loven                   | Servaas de Quinckere         |
| Victrix fortunae sapientia        | Wijsheid overwint het lot                             | Andreas Creusen              |
| Vivat Jesus                       | Leve Jezus                                            | Antoon Stillemans            |

### Kloosterordes en congregaties
| Devies                                        | vertaling                               | Kloosterorde                                 |
| --------------------------------------------- | --------------------------------------- | -------------------------------------------- |
| Ad Majorem Dei Gloriam (AMDG)                 | Tot meerdere glorie van God             | Jezuïeten                                    |
| Ad omne opus bonum paratus                    | Tot elk goed werk bereid                | Norbertijnen, Broeders Penitenten            |
| Ora et labora                                 | Bid en werk                             | Benedictijnen                                |
| Cistercium mater nostra                       | Cîteaux Onze Moeder                     | Cisterciënzers                               |
| Amor meus Pondus meum                         | My love is my weight                    | Augustijnen                                  |
| Cor unum et anima una                         | Een van ziel en een van Geest           | Congregatie van het Onbevlekt Hart van Maria |
| Laudare, benedicere, praedicare               | Loven, Zegenen, Prediken                | Dominicanen                                  |
| Da mihi animas caetera tolle                  | Geef mij de geestkracht om door te gaan | Salesianen van Don Bosco                     |
| Bonitatem et disciplinam et scientiam doce me | Leer mij goedheid, tucht en kennis      | Basilianen                                   |

### Abdijen en kapittels
| Wapenspreuk     | Vertaling | instituut             |
| --------------- | --------- | --------------------- |
| Stella Duce     |           | Abdij van Boudelo     |
| Pour Bien       |           | OLV Sint-Pietersabdij |
| Vita Brevis     |           | Abdij van Dronghen    |
| Honos et Virtus |           | Abdij van Waarschoot  |
| God doet meer   |           | Sint-Baafskapittel    |
| Deo Vacare      |           | Abdij van Egmond      |

### Ridderorden
| Wapenspreuk                                     | Vertaling                                                            | Plaats                           |
| ----------------------------------------------- | -------------------------------------------------------------------- | -------------------------------- |
| In varietate concordia                          | In verscheidenheid verenigd                                          | Europese Unie                    |
| Honi Soit Qui Mal Y Pense                       | Wee hij, die er slecht over denkt Die arg denkt, vaar arg in 't hart | Orde van de Kousenband           |
| Nemo me impune lacessit                         | Niemand raakt mij ongestraft                                         | Orde van de Distel               |
| Quis separabit?                                 | Wie zal ons scheiden?                                                | Orde van Sint-Patrick            |
| Tria juncta in uno                              | Drie sloot in een                                                    | Orde van het Bad                 |
| Je suis petite, mais mes piqûres sont profondes | Ik ben klein, maar steek hard                                        | Orde van de Bij                  |
| Cominus et eminus                               | Van Heinde en Verre                                                  | Orde van het Stekelvarken        |
| Duce et auspice                                 | Leid mij in wat ik onderneem                                         | Orde van de Heilige Geest        |
| Travail et Progrès                              | Werk en Vooruitgang                                                  | Kroonorde                        |
| Altiora peto                                    | Ik streef hoger                                                      | Orde van Alfons XII              |
| A la Lealtad Acrisolada                         | Voor bewezen trouw                                                   | Orde van Isabella de Katholieke  |
| Non tebo milia me circumdantium                 | Onder alle omstandigheden                                            | Orde van de Eik                  |
| Aequant munera comparis                         | In haar werk gelijk haar man                                         | Orde van de Heilige Catharina    |
| Isänmaan hyväksi                                | Voor het welzijn van het vaderland                                   | Orde van de Witte Roos (Finland) |
| Magnanimi Pretium                               | Prijs van vrijgevigheid                                              | Orde van de Olifant              |
| Iesus Hominum Salvator                          | Jezus, redder van mensen                                             | Orde van de Serafijnen           |
| Nescit Occasum                                  | Zij gaat nooit onder                                                 | Orde van de Poolster             |
| Ret og Sandhed                                  | Gerechtigheid en waarheid                                            | Orde van Sint-Olaf               |
| Desiderantes melioram patriam                   | Strevend naar een beter land                                         | Orde van Canada                  |

### Militaire deviezen
| Wapenspreuk                       | Vertaling                          | Plaats                     |
| --------------------------------- | ---------------------------------- | -------------------------- |
| Veni, vidi, vici                  | Ik kwam, zag en overwon            | Julius Caesar              |
| Ultima Ratio Regum                | De laatste argument van de koning  | Lodewijk XIV van Frankrijk |
| Nec pluribus impar                | Ook tegen een overmacht opgewassen | Lodewijk XIV van Frankrijk |
| Aime Dieu et va ton chemin        | Heb uw God lief en ga uw levensweg | Pauselijke Zoeaven         |
| Eens Grenadier, steeds Grenadier! | Volhard tot het einde              | Regiment Grenadiers        |
| Per Ardua ad Astra                | Door tegenspoed tot de sterren     | Royal Air Force            |
| Honneur et Fidélité               | Eer en Trouw                       | Vreemdelingenlegioen       |
| Legio Patria Nostra               | Het Legioen is ons Vaderland       | Vreemdelingenlegioen       |

### Instituten
| Wapenspreuk                   | Vertaling                          | Plaats                                 |
| ----------------------------- | ---------------------------------- | -------------------------------------- |
| Limpia, fija y da Esplendo    | Reinigt, repareert en geeft kracht | Koninklijke Academie van Spanje        |
| Nullius in verba              | Onafhankelijk, naar eigen inzicht  | Royal Society                          |
| Citius, Altius, Fortius       | Sneller, hoger, meer               | IOC                                    |
| Service above Self            | Zichzelf wegcijferend              | Rotary                                 |
| We serve!                     | Wij zijn dienstbaar                | Lions Club                             |
| Ut vivat, crescat et floreat! | Leve, groeie en bloeie!            | Lijfspreuk onder studentenverenigingen |

## Devies vergelijkbaar met een wapenspreuk
Verschillende staten hanteren geen wapenschild, maar hebben wel een motto.
| Leus                                 | Vertaling                              | Plaats                     |
| ------------------------------------ | -------------------------------------- | -------------------------- |
| Mir wëlle bleiwe wat mir sinn        | We willen blijven wat we zijn          | Luxemburg                  |
| Пролетарии всех стран, соединяйтесь! | Proletariërs aller landen, verenigt u! | Sovjet-Unie                |
| E pluribus unum                      | Uit velen één                          | Verenigde Staten (1789-nu) |
| In God we trust                      | In God stellen wij ons vertrouwen      | Verenigde Staten (1956-nu) |

## Lijfspreuk
Een motto van een persoon wordt lijfspreuk of credo genoemd, bijvoorbeeld: "Mijn lijfspreuk is: niet zeuren, gewoon doen."
| Lijfspreuk                                                                                 | Vertaling                                                                                                 | Titularis                           |
| ------------------------------------------------------------------------------------------ | --- | ----------------------------------- |
| Adimplendo indefessus                                                                      | Zich onvermoeibaar van zijn taak kwijtend                                                                 | Arthur Ligy                         |
| Adversis major, par secundis                                                               | Tegenslag de baas, opgewassen tegen voorspoed                                                             | Edward Bulwer-Lytton                |
| Alles es Just                                                                              | Alles komt in orde                                                                                        | Pogge den Boer                      |
| Alles komt terecht                                                                         | Alles zal goed komen                                                                                      | Robert Fruin                        |
| Als ich can                                                                                | Als ik kan (samengesteld uit Nederlands. Duits en Engels)                                                 | Jan van Eyck                        |
| Alterius non sit, qui potest esse sui                                                      | Hij die eigen baas kan zijn, diene geen ander                                                             | Paracelsus                          |
| Ama nesciri                                                                                | Leef in het verborgene                                                                                    | Thomas a Kempis                     |
| Aut bene, aut non                                                                          | Goed, of helemaal niet                                                                                    | Petrus Camper                       |
| Aut Caesar, aut nihil                                                                      | Of Caesar, of niets (alles of niets)                                                                      | Cesare Borgia                       |
| Bene vixit qui bene latuit                                                                 | Een leven in het verborgene is het beste leven                                                            | Wessel Gansfort                     |
| Caute                                                                                      | Voorzichtig                                                                                               | Baruch Spinoza                      |
| Concedo nulli                                                                              | Ik wijk voor niemand                                                                                      | Desiderius Erasmus                  |
| Constantia et labore                                                                       | Met volharding en inspanning                                                                              | Christoffel Plantijn                |
| Dieu et mon droit                                                                          | God en mijn recht (zijn aan mijn zijde)                                                                   | Richard I                           |
| Door meten tot weten                                                                       | Proefondervindelijk onderzoek leidt tot kennis                                                            | Heike Kamerlingh Onnes              |
| Dum spiro, spero                                                                           | Zolang ik adem, heb ik hoop                                                                               | Franciscus Gomarus                  |
| Dispereert niet                                                                            | Wanhoopt niet                                                                                             | Jan Pieterszoon Coen                |
| Famam extendere factis                                                                     | Zijn roem door daden vermeerderen                                                                         | Carl Linnaeus                       |
| Fato prudentia minor                                                                       | Verstand vermag weinig tegen het noodlot                                                                  | Lamoraal, graaf van Egmond          |
| Fiat justitia & pereat mundus                                                              | Laat het recht zegevieren, al gaat de wereld ten onder                                                    | Ferdinand I                         |
| Invia virtuti nulla est via                                                                | Waar een wil is, is een weg                                                                               | Hendrik IV                          |
| Je maintiendrai Chalon                                                                     | Ik sta pal voor Chalon                                                                                    | René van Chalon                     |
| Je maintiendrai Nassau                                                                     | Ik sta pal voor Nassau                                                                                    | Willem I                            |
| Justus fide vivit                                                                          | De rechtvaardige leeft door zijn geloof                                                                   | Joost van den Vondel                |
| Ken uzelf (nosce te ipsum, Latijn)                                                         | Inzicht begint bij zelfkennis                                                                             | Socrates                            |
| Men hoeft niet op succes te rekenen om tòch te trachten!                                   | Probeer te doen wat je kan, ook al zie je er geen resultaat van                                           | Willem van Oranje                   |
| Mens cujusque is est quisque                                                               | De individuele geest, dat is de echte mens                                                                | Samuel Pepys/Cicero (De re publica) |
| Natura potentior arte                                                                      | De natuur is sterker dan de kunst                                                                         | Titiaan                             |
| Most people live and die with their music still unplayed                                   | De meesten sterven zonder hun diepste zelf te hebben ontplooid                                            | Yves Leterme                        |
| Nec spe, nec metu                                                                          | Zonder hoop, zonder vrees                                                                                 | Filips II                           |
| Nec temere, nec timide                                                                     | Vermetel noch bedeesd                                                                                     | Gustaaf II Adolf van Zweden         |
| Oderint dum metuant                                                                        | Laten ze me maar haten, als ze me maar vrezen                                                             | Caligula                            |
| Omnibus idem                                                                               | Zonder onderscheid des persoons                                                                           | P.C. Hooft                          |
| Palma sub pondere crescit                                                                  | De jonge loot groeit tegen de verdrukking in                                                              | Emma der Nederlanden                |
| Patere et abstine                                                                          | Duld en zie af                                                                                            | Paus Adrianus VI                    |
| Plus ultra                                                                                 | Nog verder streven                                                                                        | Keizer Karel V                      |
| Pro rege, lege et grege                                                                    | Voor koning, wet en volk                                                                                  | Willem I                            |
| Que sais-je                                                                                | Wat weet ik nou eigenlijk                                                                                 | Michel de Montaigne                 |
| Saevis tranquillus in undis                                                                | Onverstoord tussen de woeste golven                                                                       | Willem I en Wilhelmina              |
| Sapientia: nul pouvoir, un peu de savoir, un peu de sagesse, et le plus de saveur possible | Wijsheid is: geen enkele macht, een beetje kennis, een beetje gezond verstand en zoveel mogelijk karakter | Roland Barthes                      |
| Scio cui credidi                                                                           | Ik weet op wie ik mijn vertrouwen stel                                                                    | Blaise Pascal                       |
| Semper eadem                                                                               | Immer dezelfde                                                                                            | Elizabeth I                         |
| Simplex sigillum veri                                                                      | De waarheid kenmerkt zich door eenvoud                                                                    | Herman Boerhaave                    |
| Sursum corda                                                                               | Hoog de harten                                                                                            | Thomas Morus                        |
| 't Kan verkeren                                                                            | Het lot is wispelturig                                                                                    | Gerbrand Adriaensz. Bredero         |
| Tandem bona causa triumphat                                                                | Uiteindelijk overwint de goede zaak                                                                       | Frederik August I                   |
| Tandem fit surculus arbor                                                                  | De jonge spruit groeit uit tot een boom                                                                   | Maurits van Oranje                  |
| Viribus unitis                                                                             | Met vereende krachten                                                                                     | Frans Jozef I                       |
| Vitam impendere vero                                                                       | Zijn leven wijden aan de waarheid                                                                         | Jean-Jacques Rousseau               |
| Walk and don't look back                                                                   | Ga, zonder om te zien                                                                                     | Patrick Janssens                    |
| Wonder en is gheen wonder                                                                  | Men noemt het een wonder, maar het is er geen                                                             | Simon Stevin                        |
| Wovon man nicht sprechen kann, darüber muß man schweigen                                   | Waarvan men niet spreken kan, daarover moet men zwijgen                                                   | Ludwig Wittgenstein                 |

Het motto kan ook een rebus zijn zoals bij Jacques Cœur waarin twee harten zijn opgenomen. Het staat ook onder zijn wapenschild.

### De regeringsmotto's van de Habsburgers
De vorsten van het Huis Habsburg kozen bij de aanvang van hun regering een motto dat ook een politiek programma was.
- Keizer Karel VI 1711 - 1740, "CONSTANTIA ET FORTIDVNE". Zijn vignet was een door wolken omringde aardbol waarop Italië prominent is afgebeeld.
- Maria Theresia, 1740 - 1780, "IVSTITIA ET CLEMENTIA"
- Keizer Frans I Stefan, 1745 - 1765, "DEO ET IMPERIO"
- Keizer Jozef II, 1765 - 1790, "PRO DEO ET POPVLO"
- Keizer Leopold II, 1790 - 1792,"PIETATE ET CONCORDIA" ook "OPUS REGUM CORDA SUBDITORVM".
- Keizer Frans II, 1792 - 1835, "IVSTITIA REGNORVM FVNDAMENTVM". Zijn vignet was een weegschaal met daarboven scepter en mercuriusstaf.
- Ferdinand I, 1835 - 1848, "RECTA TVERI".
- Frans Jozef I, 1848 - 1916, "VIRIBVS VNITIS".
- Karel I van Oostenrijk 1916 - 1918, "INDIVISIBILITER AC INSEPERABILITER".

De keizers en koningen lieten tot 1916 ieder een "Medaille met het Allerhoogste Regeringsmotto" slaan en uitreiken voor bijzondere verdiensten.